# 潼关

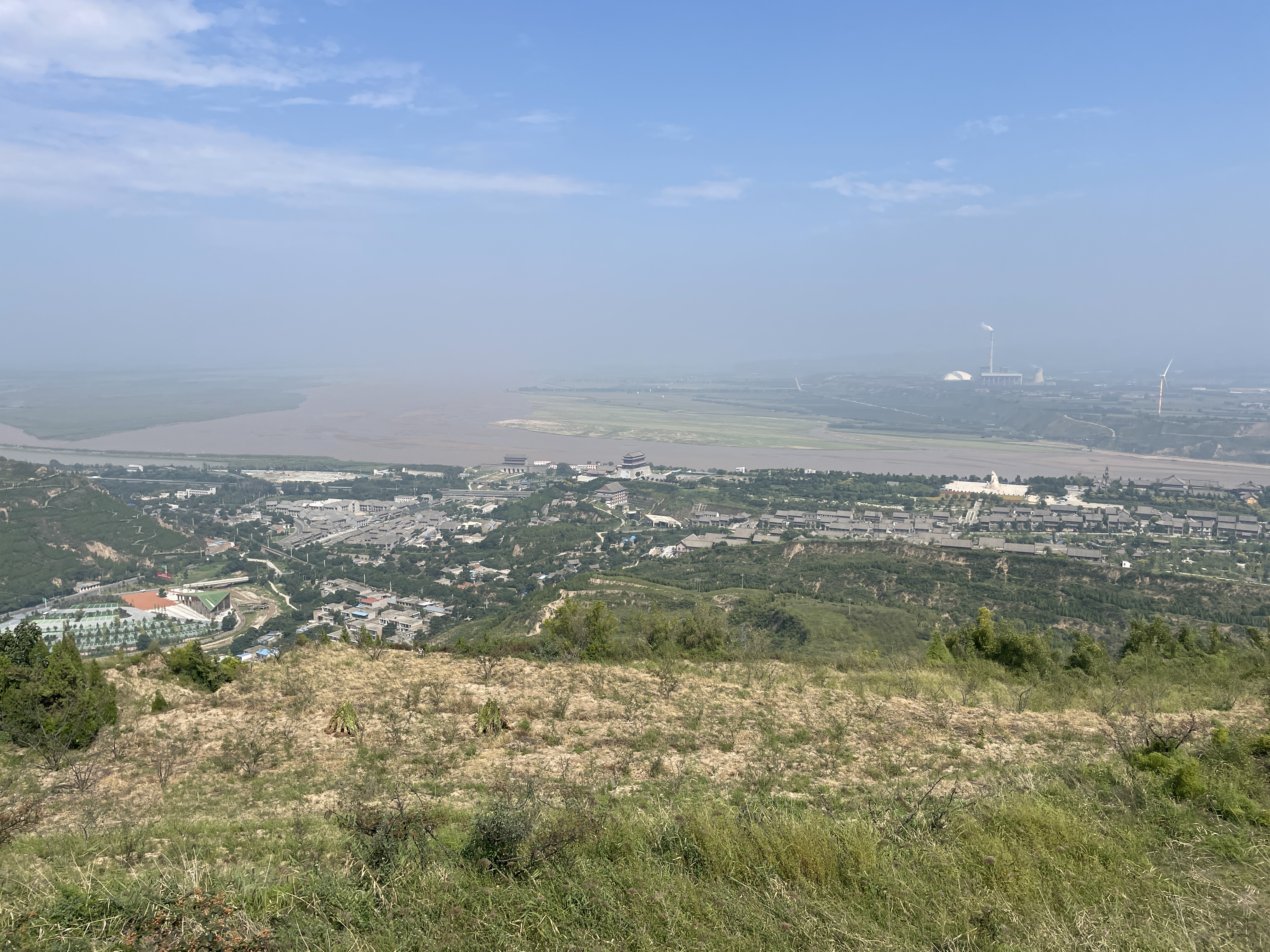
从麟趾塬眺望潼关古城及黄河渭河交汇处

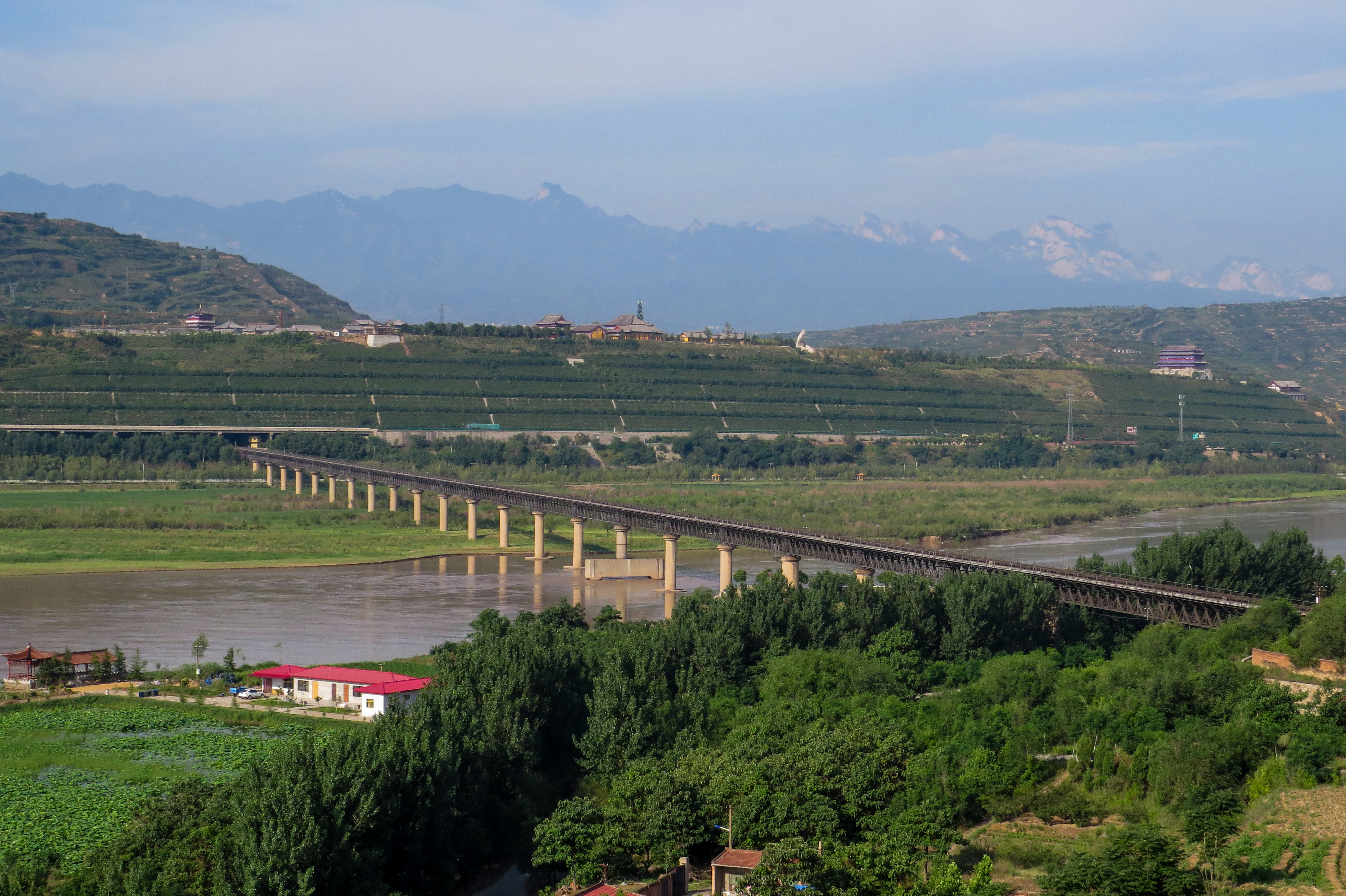
从风陵渡远眺潼关古城景区和同蒲铁路风陵渡黄河大桥

潼关位于陕西省渭南市潼关县秦东镇北，北临黄河，南踞麟趾塬山腰。《水经注》载：“河在关内南流潼激关山，因谓之潼关。”始建于东汉建安元年（196年）。渭河在潼关注入黄河。
潼关是关中东大门，由于历朝重要城市西安坐落在关中平原，而潼关地势可有效阻挡敌军从东进军关中，因此自秦以来为兵家必争之地。潼关也被称为“天险”。唐朝安史之乱初期，755年駐防中央的唐军于灵宝战败失守潼关，最终致使首都长安失陷及唐玄宗出逃成都府。
1556年1月23日，陕西省发生约規模8的大地震，潼关是重灾区之一，潼关附近地震导致“山多崩断，潼关道壅，（黄）河逆流”，倒灌渭河。全国死亡人数占计高达83万（不包括没有登记户口的居民），是中国历史以至全球史上伤亡最为惨重的一次地震。
1960年代，中華人民共和国政府于潼关以下黄河干流修建三门峡大坝，古潼关于当年被拆除。现今陇海铁路、同蒲铁路和 连霍高速均从此关口经过，为交通要道。
- 潼关博物馆
- 位于麟趾塬上的汉潼关城遗址
- 下南门
- 明潼关城遗址

## 战争
- 潼關之戰 (消歧義)

## 旅游开发

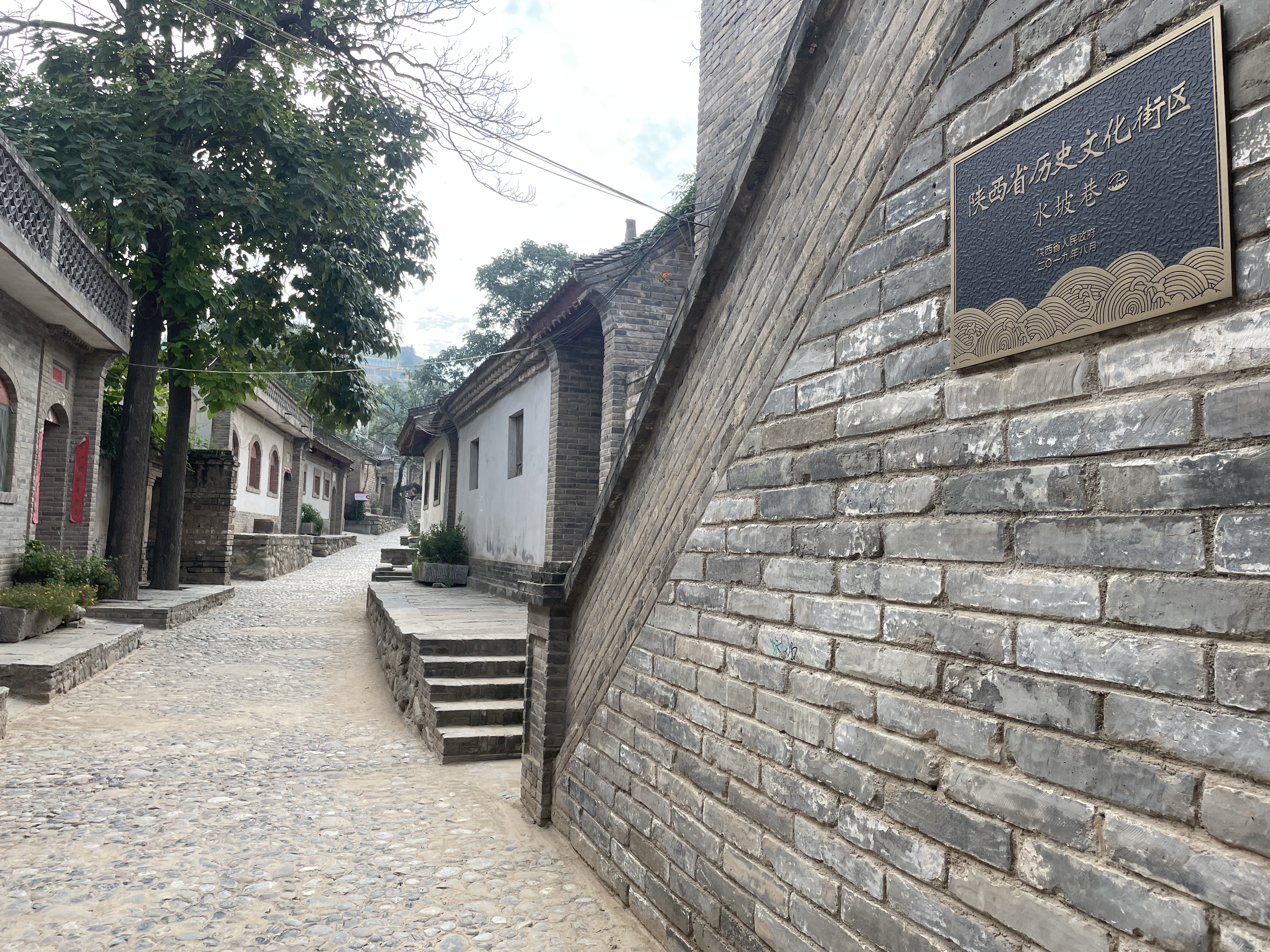
水坡巷为陕西省历史文化街区

潼关县政府于2008年开始委托有关单位编制《潼关旅游产业发展总体规划》、《潼关十二连城遗址保护规划》和《潼关黄渭河沿岸风景区旅游详细规划》等。2011年6月，潼关古城景区项目动工。随后负责运营的天翼公司邀请国内外7家设计事务所进行设计，最终于2014年确定了上海同济城市规划设计研究院负责设计的《潼关历史名城保护规划》和美国翰时北京规划设计院负责设计的《潼关古城东山景区旅游总体规划》。
规划认为，由于原潼关古城除水坡巷周围几乎全部被拆除，应该在原古城东侧的东山新建旅游项目。包括北部的黄河文化区“ 九曲廊道”、关隘文化区“山河一览楼”、女娲文化区“女娲广场”、古城民居遗迹区“十二生肖广场”，中部的民俗商业街区，南部的包括温泉度假酒店、露天养生汤池、女娲山庄在内的休闲度假区。